# Barker (Nowy Jork)
Barker – miasto w Stanach Zjednoczonych, w stanie Nowy Jork, w hrabstwie Broome.